# Els segadors
Els segadors és l'himne nacional oficial de Catalunya. Així va quedar establert per llei del 25 de febrer de 1993. El seu origen data de la Guerra dels Segadors, al segle xvii. L'himne fa una crida per defensar la llibertat de la terra.
La lletra actual és d'Emili Guanyavents i data de 1897. Usa, però, elements de tradició oral que ja havia recollit anteriorment l'escriptor i filòsof Manuel Milà i Fontanals el 1882. La versió musical és de Francesc Alió, que la va compondre el 1892 adaptant la melodia a la cançó ja existent. La primera versió enregistrada que se'n conserva data del 1900. Es pot veure darrere de l'himne una cançó primitiva nascuda a la sublevació de Catalunya del 1640: la guerra dels catalans contra el rei Felip IV, a la qual els pagesos van protagonitzar importants episodis.
Per llei del Parlament de Catalunya de 17 de febrer de 1993, Els segadors fou declarat himne oficial de Catalunya. El registre sonor oficial va ser realitzat i divulgat l'any 1994.

## Història

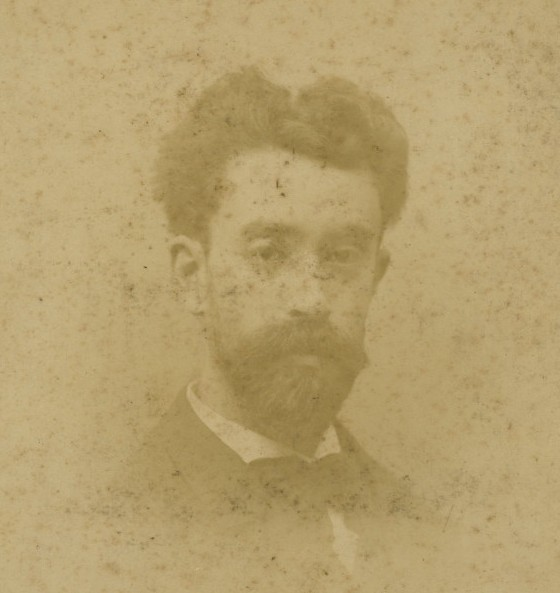
Retrat de Francesc Alió i Brea.

La música del que després s'ha convertit en l'himne de Catalunya i símbol de la identitat catalana té el seu origen a la Guerra dels Segadors. Quan esclatà la Guerra dels Trenta Anys, l'any 1618, inicialment per causes religioses (encara que també s'hi barrejaren qüestions polítiques i econòmiques), Felip IV d'Àustria, rei d'Espanya, hi participà en defensa de l'emperador germànic de la dinastia dels Habsburg, el seu oncle Ferran II. Les despeses tan importants d'una guerra tan llarga feren que es pretengués que Catalunya aportés també homes i diners a la guerra, la qual cosa originà un profund rebuig i indignació de la població catalana, que es veié forçada a acollir les tropes imperials per tal de defensar la frontera espanyola de l'atac francès. Les actuacions del comte-duc d'Olivares, primer ministre de Felip IV, van desvetllar tanta animadversió en el poble català, per la violència i els abusos dels seus soldats, que moltes poblacions es revoltaren. El dia de Corpus de 1640 s'inicia a Barcelona la revolta dels segadors en l'anomenat Corpus de Sang. La Generalitat i el conseller en cap, Pau Claris, van fer costat als revoltats.

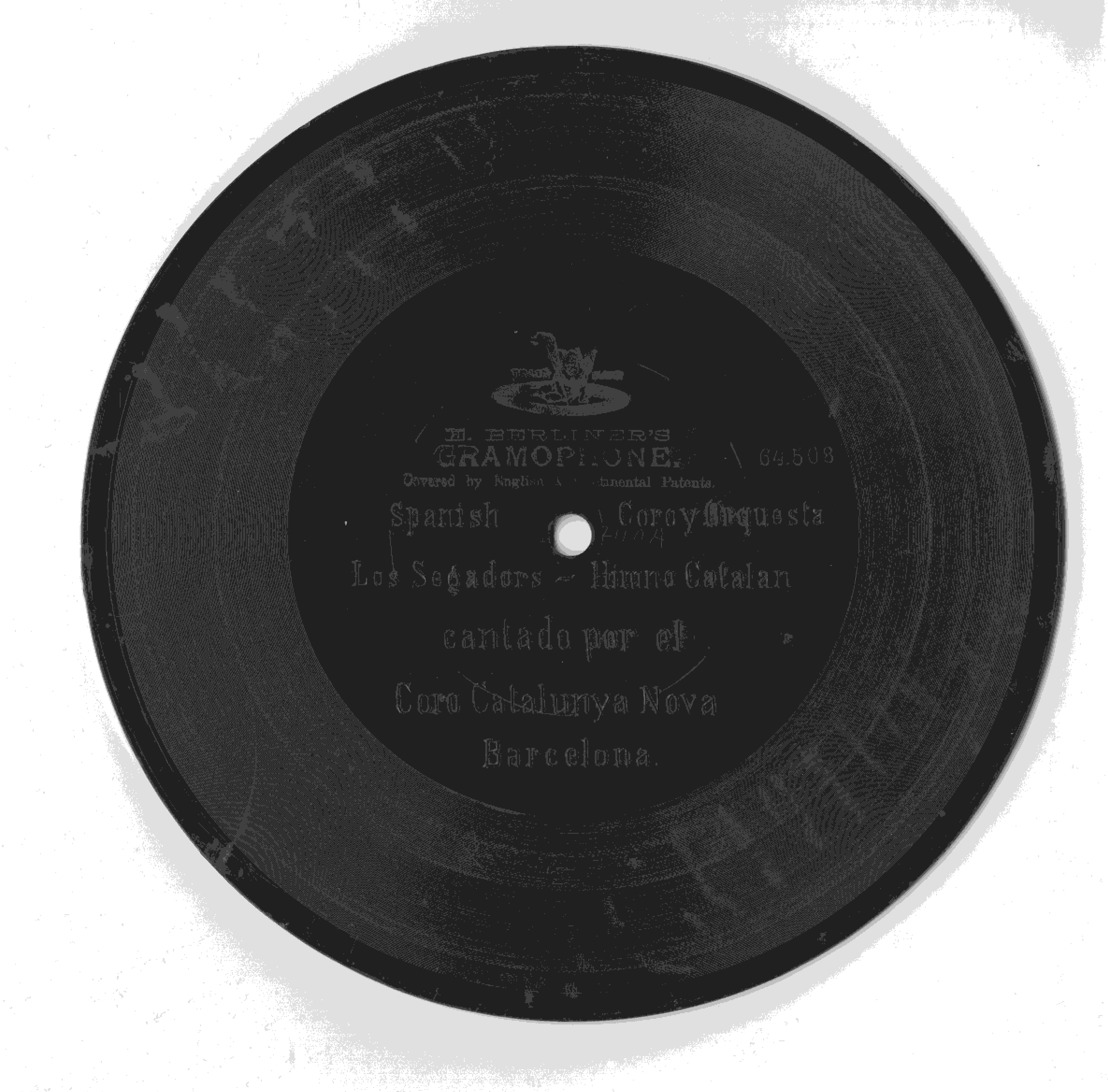
Disc de goma laca (disc de pedra de 78 rpm) amb Els segadors. Museu de la Música de Barcelona.

Al costat de la música es va conservar el text. Els dos textos més difosos han estat l'històric, publicat ja per Milà i Fontanals el 1882 en el seu Romancerillo Catalán (amb modificacions respecte a versions anteriors, com l'addició de la tornada) i, en la primera edició musical, per Francesc Alió el 1892 en el seu recull de Cançons populars catalanes, i l'actual d'Emili Guanyavents, el més polític i reivindicatiu, guanyador d'un concurs convocat amb aquesta finalitat per la Unió Catalanista el 1899 i que va provocar una apassionada polèmica pública i periodística. Guanyavents era conegut per la seva militància obrera i libertària, i la seva lletra va rebre una certa oposició dels sectors més conservadors. Tot i així, el fet que la lletra fos intercanviable entre himne nacional i crida a la revolució social recollia el desig de ruptura nacional i social del moment, i va propiciar la seva acceptació popular i institucional. Amb l'adaptació d'Emili Guanyavents, la lletra original d'Els Segadors es va simplificar i reduir de sis estrofes a tres, que són les que es canten actualment. Jaume Ayats defensà en un llibre que l'himne nacional de Catalunya tenia orígens eròtics en prendre com a base la melodia d'Els tres garberets, una cançó popular de sega i una lletra anònima que narra els fets de 1640.
Entre els moltíssims arranjaments col·lectius de l'himne català, potser els més difosos i coneguts són el de Francesc Pujol, per a cobla, el de Joan Lamote de Grignon, per a banda, i l'harmonització coral de Josep Viader. Darrerament se n'ha fet una versió per a cor i orquestra simfònica, obra d'Antoni Ros Marbà. Fins i tot hi ha una versió en música màkina de l'himne.
El 2013 El Singular Digital.cat va assenyalar que la melodia de l'himne podia haver tingut l'origen en un himne religiós jueu anomenat Ein K'Eloheinu ("No hi ha ningú com el nostre Déu").
El 2014 Televisió de Catalunya va estrenar un documental sobre la història d'Els segadors: Bon cop de falç. La història de l'himne, basat en el llibre de Jaume Ayats, Els segadors. De cançó eròtica a himne nacional, coproduït per L'Avenç, Enderrock i Clack.

## Enregistrament històric
La versió musical d'Els segadors enregistrada l'any 1900 és l'harmonitzada a 4 veus per Enric Morera i estrenada pel cor Catalunya Nova el 18 de juliol de 1897. La lletra d'Emili Guanyavents i Jané (1860-1941) és la nova lletra amb la ja aleshores tradicional tornada de “Bon cop de falç, defensors de la terra” d'Ernest Moliné i Brasés. Aquest disc és l'únic exemplar (conegut de moment) que es conserva actualment, segons la documentació existent. Fou una edició de la companyia E. Berliner's Gramophone 64508 (matriz 2110A), amb una tirada de 500 exemplars. L'enregistrament fou realitzat a Barcelona entre el 27 de setembre i el 30 d'octubre de 1900.

## Lletra de la versió moderna
| « | Catalunya triomfant, tornarà a ser rica i plena. Endarrere aquesta gent tan ufana i tan superba. Bon cop de falç! Bon cop de falç, Defensors de la terra! Bon cop de falç! Ara és hora, segadors. Ara és hora d'estar alerta. Per quan vingui un altre juny esmolem ben bé les eines. Bon cop de falç! Bon cop de falç, Defensors de la terra! Bon cop de falç! Que tremoli l'enemic en veient la nostra ensenya. Com fem caure espigues d'or, quan convé seguem cadenes. Bon cop de falç! Bon cop de falç, Defensors de la terra! Bon cop de falç! | » |

## Lletra de la versió original
La versió original és una antiga cançó popular del segle xviii, que explica els fets produïts en la ja esmentada revolta dels segadors o corpus de sang. Aquesta va ésser documentada per Manuel Milà i Fontanals.
La versió antiga és la següent:
| « | Catalunya, comtat gran, qui t'ha vist tan rica i plena! Ara el Rei Nostre Senyor declarada ens té la guerra. Segueu arran! Segueu arran, que la palla va cara! Segueu arran! El comte-duc d'Olivars temps ha que li burxà l'orella: "-Ara és hora, Nostre Rei, ara és hora que fem guerra.-" Contra tots els catalans, ja veieu quina n'han feta: passaren viles i llocs fins al lloc de Riudarenes. Ja n'han cremada una església, que Santa Coloma es deia; cremant albes i casulles, cremant calces i patenes. Del pa que no n'era blanc deien que era massa negre i en donaven als cavalls tot per desolar la terra. Del vi que, no n'era bo deien que era massa agre i en regaven els carrers tot per desolar la terra Al davant dels seus parents deshonraven les donzelles i mataven els seus pares si de mal donaven queixa. Ja en daren part al Virrei del mal que aquells soldats feien; "-Llicència els he donat jo, molta més se'n poden prendre!-" En sentir-ne tot això s'és avalotat la terra. En sentir-ne tot això s'és avalotat la terra. Ja entraren a Barcelona cent persones forasteres, amb el nom de Segadors perquè n'eren temps de sega. De tres guardes que n'hi ha, ja n'han mort a la primera; anaren a la presó, a dar llibertat als presos. Ara eren els diputats i els jutges de l'audiència, i mataren al Virrei al fugir-ne la galera. El bisbe els va beneir amb la mà dreta i l'esquerra "-On és vostre capità? Quina és vostra bandera?-" Ja van treure el bon Jesús, tot cobert amb un vel negre. Ja van treure el bon Jesús, tot cobert amb un vel negre: "-Aquí és nostre capità! Aquesta és nostra bandera! A les armes catalans, que el Rei ens declara guerra!-" Segueu arran! Segueu arran, que la palla va cara! Segueu arran! Segueu arraaan! -- Altra versió -- Ai ditxosa Catalunya / qui t'ha vista rica i plena! Ara el rei nostre senyor / declarada ens té la guerra. Lo gran comte d'Olivar / sempre li burxa l'aurella: “Ara és hora, nostre rei, / ara és hora que fem guerra”. Contra de los catalans / ja ho vegeu quina n'han feta: seguiren viles i llocs / fins al lloc de Riudarenes, n'han cremada una església / que Santa Coloma es deia, cremen albes i casulles / los calzes i les patenes. I el Santíssim Sagrament / alabat sigui per sempre. Mataren un sacerdot / mentres que la missa deia. Mataren un cavaller / a la porta de l'iglésia, Don Lluís de Furrià / i els àngels li fan gran festa. El pa que no era blanc / deien que era massa negre, lo daven an els cavalls / sols per assolar la terra. Lo vi que no era bo / etgegaven les aixetes, lo tiraven pels carrers / sols per a regar la terra. A presència dels seus pares / deshonraven les donzelles. En daven part al virrei / del mal que aquells soldats feien: “Llicència els he donat io / molta més se'n poden pendre”. A vista de tot això / s'és esvalotat la terra. Entraren a Barcelona / mil persones forasteres, entren com a segadors / com érem a temps de sega. De tres guàrdies que n'hi ha / ja n'han morta la primera. En mataren el virrei / a l'entrant de la galera. Mataren els diputats / i els jutges de l'Audiència. Anaren a la presó / donen llibertat als presos. Lo bisbe els va beneir / amb la mà dreta i esquerra: “Ont és vostre capità, / a ont és la vostra bandera?” Varen treure el bon Jesús / tot cobert amb un vel negre: “Aquí és nostre capità / aquí és nostra bandera. A les armes catalans / que us han declarat la guerra”. | » |

## Versions
- Pont Aeri, versió electrònica.
- A Sound of Thunder, versió metal.
- Catalunya, Comtat Gran - Els Segadors versió antiga interpretada per Rafael Subirachs i Vila a la cinquena edició de les "Sis Hores de Cançó de Canet de Mar", el dia 12 de juliol de 1975.